# 進化北路
進化北路為臺灣臺中市的重要道路之一，進化北路呈東西向，往西於中清路口與忠明路相接，往東於北屯路口與進化路相接。全線配置雙向四車道以及中央安全島。

## 行經行政區域
（由東至西）
- 北屯區
- 北區

## 本道路客運
| 編號 | 業者       | 路線                         | 行駛區間       |
| ---- | ---------- | ---------------------------- | -------------- |
| 25   | 中台灣客運 | 忠信國小—僑光科技大學        | 學士路－忠明路 |
| 33   | 台中客運   | 僑光科技大學－高鐵臺中站     | 進化路－大雅路 |
| 52   | 仁友客運   | 中興大學－中興大學           | 進化路－忠明路 |
| 61   | 統聯客運   | 太平－臺中火車站－大雅       | 學士路－大雅路 |
| 67   | 東南客運   | 東海別墅—臺中火車站          | 崇德路－學士路 |
| 82   | 台中客運   | 水湳—高鐵臺中站              | 北屯路－崇德路 |
| 105  | 仁友客運   | 四張犁—龍井                  | 北屯路－崇德路 |
| 131  | 台中客運   | 北屯區行政大樓－朝陽科技大學 | 崇德路－學士路 |
| 132  | 台中客運   | 北屯區行政大樓－朝陽科技大學 | 北屯路－崇德路 |

- 52路公車為忠明進化線。以中興大學為起訖點，分左（順時針）右（反時針）二線營運

## 沿線設施
（由東至西）
（往東接進化路）
北屯路
- 臺中市北屯區北屯國民小學
- 中華郵政北屯郵局
- 臺灣企銀北屯分行
- 臺中商業銀行北屯分行

柳川
- 星展銀行台中分行

崇德路一段
- 第一商業銀行進化分行
- 三信商業銀行進化分行
- 兆豐銀行東台中分行
- 日盛商業銀行北台中分行

梅川
- 元保宮

中清路一段
（往西接忠明路）